# Guillermo Escalada
Guillermo Escalada (* 24. April 1936 in Montevideo; † 21. Juni 2023) war ein uruguayischer Fußballspieler.

## Karriere

### Verein
Der „Chongo“ genannte Linksaußen, der nicht zu den schnellsten Spielern seiner Mannschaft gehörte, den jedoch sein kraftvoller Schuss auszeichnete, begann seine Karriere bei Nacional im Jahre 1951. 1953 gewann er mit der Mannschaft der Tercera die Meisterschaft. 1954 debütierte er unter Ondino Viera in der Ersten Mannschaft und spielte für die „Bolsos“ bis 1962. In der Zeit von 1951 bis 1958 erzielte er bei seinen Einsätzen insgesamt 108 Tore. Andere Quellen nennen insgesamt 118 Tore im Trikot Nacionals. Er war am Gewinn dreier Meisterschaften (1955, 1956, 1957) beteiligt. Anschließend wechselte er zunächst nach Argentinien zu Gimnasia y Esgrima de La Plata, wo er von 1964 bis 1965 25 Spiele absolvierte, in denen er drei Tore erzielte. Danach war am Karriereende 1966 noch für den uruguayischen Klub Montevideo Wanderers aktiv. Zudem wird ohne genaue zeitliche Einordnung über eine Karrierestation in Venezuela bei Deportivo Galicia berichtet.

### Nationalmannschaft
Mit der Junioren-Nationalelf Uruguays nahm er an der Junioren-Südamerikameisterschaft 1954 teil und holte mit diesem Team den Titel. Im Verlaufe des Turniers wurde er von Trainer Gerardo Spósito viermal (ein Tor) eingesetzt. Escalada war auch Mitglied der A-Nationalmannschaft Uruguays, für die er zwischen dem 30. März 1955 und dem 15. August 1962 30 Länderspiele absolvierte, bei denen er elf Länderspieltore erzielte. 1962 gehörte er zum uruguayischen Aufgebot bei der Fußball-Weltmeisterschaft. Zudem stehen vier Turnierteilnahmen an der Copa America zu Buche. Dabei konnte seine Mannschaft 1956 und 1959 (dort das zweite Turnier des Jahres) den Titel gewinnen. Bei den Turnieren 1955 und 1959 (erstes Turnier) erreichte man den vierten bzw. sechsten Platz.

### Erfolge
- 2× Südamerikameister: 1956, 1959
- Junioren-Südamerikameister 1954
- 3× Uruguayischer Meister: 1955, 1956, 1957